# リチャード・ミード (第2代クランウィリアム伯爵)
第2代クランウィリアム伯爵リチャード・ミード（英語: Richard Meade, 2nd Earl of Clanwilliam、1766年5月10日 – 1805年9月3日）は、アイルランド貴族。爵位継承以前はギルフォード卿（Lord Gilford）の儀礼称号を使用した。

## 生涯
初代クランウィリアム伯爵ジョン・ミードと妻セオドシア（1743年9月5日 – 1817年3月2日、旧姓ホーキンス＝マギル、ロバート・ホーキンス＝マギルの娘）の息子として、1766年5月10日に生まれた。
両親が豪奢な生活を送ったため借金が重なり、1791年には父から与えられた収入を一部放棄する羽目になった。その後も家計が好転せず、結局1793年に父がティペラリー県の領地の売却手続きを始めることになり、売却は父の死後の1805年に完了した。家計が火の車状態だったにもかかわらず、母はダウン県の選挙に介入し、1793年10月にダウン選挙区選出のアイルランド庶民院議員ヒルズバラ伯爵アーサー・ヒルがダウンシャー侯爵位を継承して庶民院を離れたとき、ギルフォード卿の補欠選挙での立候補を宣言した。ギルフォード卿はこのとき大陸ヨーロッパにいて国を離れており、ダウンシャー侯爵はギルフォード卿の母に怒りの手紙を送った。結果的にはギルフォード卿は当選しなかった。
1793年10月6日、ボヘミア王国のシューシッツ（現スロベニア領スシーツァ）でカロリーネ（Caroline、1800年8月8日没、トゥーン伯ヨーゼフとマリア・ヴィルヘルミーネ・フォン・トゥーン・ウント・ホーエンシュタインの娘）と結婚、1男2女をもうけた。
- キャロライン（1820年8月29日没） - 1811年、セーチェーニ・パール（Széchenyi Paál、セーチェーニ・フェレンツの息子）と結婚
- リチャード・チャールズ・フランシス・クリスチャン（1795年8月15日 – 1879年10月7日） - 第3代クランウィリアム伯爵
- セリナ（Selina、1872年8月29日没） - 1821年、カール・クラム＝マルティニッツ（ドイツ語版）伯爵と結婚

2人は1794年に一時帰国して、家計を整理した後、1795年/1796年にウィーンに向かい、以降少なくとも1800年に父が死去するまで同地に滞在した。1800年8月8日、カロリーネはウィーンで出産中に死去した。同年10月19日に父が死去すると、クランウィリアム伯爵位を継承した。1801年には家計を少しでも改善するためにアイルランド総督の第3代ハードウィック伯爵フィリップ・ヨークに手紙を書き、何らかの収入源を見つけようとした。
1805年7月6日、ウィーンでマーガレット・アイリーン・シュールダム（Margaret Irene Shuldham、1772年頃 – 1811年2月22日、旧姓サーニー（Sarney）、ジョン・サーニーの娘、初代シュールダム男爵モリニュー・シュールダムの未亡人）と再婚したが、その2か月後の1805年9月3日に同地で死去した。息子リチャードが爵位を継承した。